# Команда скелетів (збірка оповідань)
Команда скелетів (англ. Skeleton Crew) — збірка оповідань американського письменника Стівена Кінга, що вийшла у видавництві Putham 21 червня 1985 року. 
Спочатку збірка мала отримати назву «Нічні рухи» (англ. Night Moves).

## Про збірку
Збірка включає в себе 18 оповідань, 2 повісті («Туман» та «Балада про гнучку кулю ») і 2 вірша («Параноїк: кантика» та «Для Овена»). На додаток до вступу, у якому Кінг безпосередньо звертається до читачів у своєму характерному стилі розмови, «Команда скелетів» містить своєрідний епілог під назвою «Нотатки» (англ. Notes), де Кінг розповідає походження історій зі збірки. Більшість оповідань публікувалися у тематичних та популярних журналах і антологіях.
Декілька творів мають особливе значення для Кінга. Зокрема, вірш «Для Овена» він присвятив своєму синові, а оповідання «Бабуся» перегукується з власним досвідом Кінга, оскільки його бабуся теж була з обмеженими можливостями.
Про одне з оповідань у збірці Кінг каже:
|  | Що стосується оповідань, то моторошні мені подобаються найбільше. Однак історія «Той, хто хоче вижити» заходить трохи занадто далеко навіть для мене. Оригінальний текст (англ.) As far as short stories are concerned, I like the grisly ones the best. However the story «Survivor Type» goes a little bit too far, even for me. |

## Список оповідань
| № п/п | Назва                                                    | Оригінальна назва                                            | Вперше опубліковано                                          |
| ----- | -------------------------------------------------------- | ------------------------------------------------------------ | ------------------------------------------------------------ |
| 1     | Туман                                                    | англ. The Mist                                               | «Темні сили» (антологія), 1980                               |
| 2     | Тут теж водяться тигри                                   | англ. Here There Be Tygers                                   | Ubris (журнал), весна 1968                                   |
| 3     | Мавпа                                                    | англ. The Monkey                                             | Gallery (журнал), серпень 1980                               |
| 4     | Повстання Каїна                                          | англ. Cain Rose Up                                           | Ubris (журнал), весна 1968                                   |
| 5     | Найкоротший шлях місіс Тодд                              | англ. Mrs. Todd's Shortcut                                   | Redbook (журнал), травень 1984                               |
| 6     | Довгий джонт                                             | англ. The Jaunt                                              | The Twilight Zone Magazine (журнал) червень 1981             |
| 7     | Весільний концерт                                        | англ. The Wedding Gig                                        | Ellery Queen's Mystery (журнал), грудень 1980                |
| 8     | Параноїк: кантика                                        | англ. Paranoid: A Chant                                      | раніше не публікувався                                       |
| 9     | Пліт                                                     | англ. The Raft                                               | Gallery (журнал), грудень 1982                               |
| 10    | Всемогутній текст-процесор                               | англ. Word Processor of the Gods                             | Playboy (журнал), січень 1983                                |
| 11    | Чоловік, який ніколи не ручкався                         | англ. The Man Who Would Not Shake Hands                      | «Shadows 4» (антологія), 1981                                |
| 12    | Пляжний світ                                             | англ. Beachworld                                             | Weird Tales (журнал), осінь 1984                             |
| 13    | Задзеркальний Жнець                                      | англ. The Reaper's Image                                     | Startling Mystery Stories (журнал), весна 1969               |
| 14    | Нона                                                     | англ. Nona                                                   | «Shadows» (антологія), 1978                                  |
| 15    | Для Овена                                                | англ. For Owen                                               | раніше не публікувався                                       |
| 16    | Той, хто хоче вижити                                     | англ. Survivor Type                                          | Terrors (анологія), 1982                                     |
| 17    | Вантажівка дядька Отто                                   | англ. Uncle Otto's Truck                                     | Yankee (журнал), жовтень 1983                                |
| 18    | Ранкові доставки (молочник № 1)                          | англ. Morning Deliveries (Milkman No. 1)                     | раніше не публікувався                                       |
| 19    | Великі колеса: оповідь хлопців із пральні (молочник № 2) | англ. Big Wheels: A Tale of the Laundry Game (Milkman No. 2) | New Terrors (анологія), 1980                                 |
| 20    | Бабуся                                                   | англ. Gramma                                                 | Weirdbook (журнал), весна 1984                               |
| 21    | Балада про гнучку кулю                                   | англ. The Ballad of the Flexible Bullet                      | Magazine of Fantasy & Science Fiction (журнал), червень 1984 |
| 22    | Протока                                                  | англ. The Reach                                              | Yankee (журнал), листопад 1981                               |

## Публікація
Вперше збірку «Команда скелетів» було видано 21 червня 1985 у видавництві «Putham».
Згідно даних «Publisher Weekly», за результатами 1980-х років кількість проданих примірників збірки склала 720 000 екземплярів.

### Обмежене видання
Обмежене видання у тисячу примірників було надруковане незалежним видавництвом «Scream Press» у жовтні 1985 року з ілюстраціями Дж. К Поттера (англ. J. K. Potter). Воно містито додаткове оповідання, «Одкровення Беки Полсон», яке спочатку вийшло в журналі Rolling Stone (19 липня — 2 серпня 1984). Пізніше це оповідання у значно переробленому вигляді увійшло до роману Кінга «Томмінокери» 1987 року.
Це видання продавалося у пронумерованому футлярі з особистими підписами Кінга. Ціна обмеженого видання була 75 доларів. Його розкупили ще до моменту публікації.

## Переклади українською

### Окремі оповідання
- «Текстовий процесор», Віктор Колечко для журналу «Всесвіт» № 5-6 (1994)[8].
- У 2016 році Андрій Яремчук переклав збірку «Колір зла», куди входило оповідання «Протока». У збірці воно має назву «Плесо»[9].

## Нагороди та номінації
У 1986 році збірка отримала премію «Локус» у номінації «Найкраща авторська збірка». У тому ж році збірка номінувалася на «Всесвітню премію фентезі» у категорії «Найкраща збірка».